# Тоскино
Тоскино (сибирскотат. 
Тускимә) — деревня в Колосовском районе Омской области. Входит в состав Корсинского сельского поселения.

## История
Основана в 1715 году. В 1928 году деревня состояла из 78 хозяйств, основное население — татары. В административном отношении являлась центром Тоскинского сельсовета Нижне-Колосовского района Тарского округа Сибирского края.

## Население
| 1926 | 2010 |
| ---- | ---- |
| 328  | ↘79  |

## Улицы
- ул. Зелёная,
- ул. Центральная,
- ул. Якутская.